# Archibald Lang McLean
Pour les articles homonymes, voir McLean.
Archibald Lang McLean (né en 1885 à Balmain et mort le 13 mai 1922) est un bactériologiste australien.
Il est connu pour son rôle de médecin-chef dans l'expédition antarctique australasienne (1911-1914) de Douglas Mawson.